# Brandon Q. Morris
Brandon Q. Morris, pseudonimo di Matthias Matting (Luckenwalde, 26 agosto 1966), è un fisico, giornalista e scrittore tedesco di fantascienza hard.

## Biografia
Dopo aver completato gli studi in fisica all'Università tecnica di Dresda, negli anni successivi ha lavorato tra l'altro come redattore per Computer Bild, Wirtschaftswoche, Focus e Heise-Verlag.  Inoltre ha pubblicato regolarmente libri specialistici su vari argomenti tecnici e diversi romanzi. Matting gestiva anche portali web per autoeditori e organizzava seminari per autori. Da febbraio 2015 a dicembre 2017 è stato presidente del consiglio d'amministrazione dell'Associazione tedesca dei self publisher, di cui è cofondatore. Sotto lo pseudonimo è uno scrittore di fantascienza dal 2017.

## Caratteristica dei libri
Tutti i libri di Morris hanno un capitolo finale educativo riguardante la materia in questione (sia su oggetti celesti come Encelado che su concetti come i buchi neri) che guida la trama del libro.

## Premi
- Nel 2011 Matthias Matting è stato uno dei primi vincitori del derneuebuchpreis.de (dnbp) premiato con 20.000 euro nella categoria non-fiction per Travel to Fukushima.[3][4]
- Skoutz Award 2019 nella categoria Science Fiction insieme a Cliff Allister per il romanzo Elio-3.[5]
- Nomination al Fantastik-Literaturpreis Seraph 2020 per il “Miglior Titolo Indipendente” con il romanzo Il Disastro Del Tritone.[6]

## Romanzi tradotti in italiano

### CicloLuna gelata
- La Missione Encelado, 2021 Ed.HardSF.it
- La Sonda Titano, 2022 Ed.HardSF.it.it
- Incontro Con Io, 2022 Ed.HardSF.it
- Ritorno Su Encelado, 2022 Ed.HardSF.it
- La Catastrofe Su Giove, 2022 Ed.HardSF.it

### CicloSistema Solare
- The Hole, 2021 Ed.HardSF.it
- Silent Sun, 2022 Ed.HardSF.it
- La Spaccatura, 2022 Ed.HardSF.it
- Le Nuvole di Venere, 2023 Ed.HardSF.it
- Il Disastro Del Tritone, 2023 Ed.HardSF.it
- La Sorgente Oscura, 2023 Ed.HardSF.it
- Il Segnale, 2024 Ed.HardSF.it
- La Debacle Di Plutone, 2023 Ed.HardSF.it
- Il Fiasco Su Urano, 2023 Ed.HardSF.it

### CicloTrilogia Di Proxima
- L'Ascesa di Proxima, 2021 Ed.HardSF.it
- La Morte Di Proxima, 2021 Ed.HardSF.it
- Il Sogno Di Proxima, 2021 Ed.HardSF.it

### CicloI Diari Di Proxima
- I Figli Di Marchenko, 2024 Ed.HardSF.it
- Nell'Oscurità, 2024 Ed.HardSF.it
- Nella Luce, 2024 Ed.HardSF.it
- In Fuga, 2024 Ed.HardSF.it
- Evoluzione, 2024 Ed.HardSF.it
- Olom, 2024 Ed.HardSF.it
- Verso la Terra, 2024 Ed.HardSF.it

### CicloLa Morte Dell'Universo
- La Morte Dell'Universo, 2023 Ed.HardSF.it
- La Morte dell’Universo: Il Regno Fantasma, 2024 Ed.HardSF.it
- La Morte dell’Universo: La Rinascita, 2024 Ed.HardSF.it

### CicloIl Lungo Viaggio
- Andromeda: L'Incontro, 2023 Ed.HardSF.it
- Andromeda: Il Soggiorno, 2023 Ed.HardSF.it
- Andromeda: L'Arrivo, 2024 Ed.HardSF.it

### CicloNazione Di Marte
- Nazione Di Marte parte 1, 2022 Ed.HardSF.it
- Nazione Di Marte parte 2, 2023 Ed.HardSF.it
- Nazione Di Marte parte 3, 2023 Ed.HardSF.it

### CicloElio 3
- Elio-3: Lotta Per Il Futuro, 2023 Ed.HardSF.it

### CicloImpatto
- Impatto: Titano, 2022 Ed.HardSF.it
- Impatto: Terra, 2023 Ed.HardSF.it

### CicloL’artefatto senza tempo
- Möbius, 2025 Ed.HardSF.it
- Möbius 2, 2025 Ed.HardSF.it
- Möbius 3, 2025 Ed.HardSF.it

### CicloAnfitrite
- Anfitrite: il pianeta nero, 2025 Ed.HardSF.it
- Anfitrite 2: il pianeta nero, 2025 Ed.HardSF.it
- Anfitrite 3: il pianeta nero, 2025 Ed.HardSF.it

### CicloLa Perturbazione
- La Perturbazione, 2025 Ed.HardSF.it
- La Perturbazione 2 - La Risposta, 2025 Ed.HardSF.it
- La Perturbazione 3 - La Verità, 2025 Ed.HardSF.it - In uscita il 31 agosto 2025